# Gustav Magnar Witzøe
Gustav Magnar Witzoe (Frøya, 8 febbraio 1993) è un imprenditore e modello norvegese.

## Biografia
Nato a Frøya nella regione di Trøndelag, da Gustav (1953) e Oddny (1957). Suo padre ha fondato la SalMar ASA nel 1991, una delle più grandi aziende produttrici di salmone d'allevamento al mondo. All'età di 19 anni suo padre gli trasferì il 47% delle azioni dell'azienda. È anche un investitore nel settore immobiliare ed in precedenza ha lavorato con la MGM Resorts International ed ha investito sia in Gopi che in Key Butler.
Con 2,9 miliardi di dollari è, al 2019, il miliardario under 30 col più alto patrimonio stimato al mondo. Svolge inoltre la professione di modello per la Next Models Worldwide.